# 海澤街

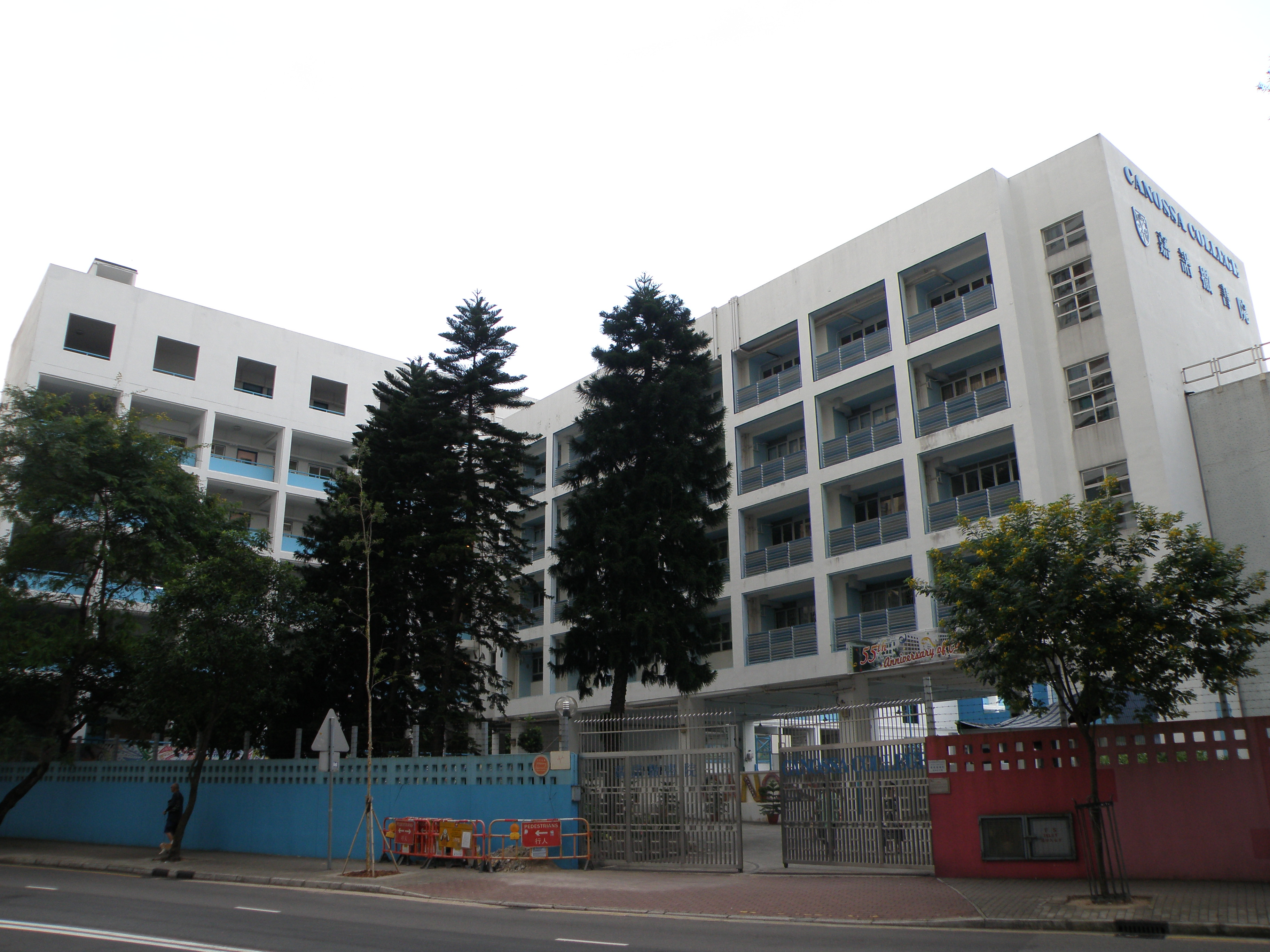
海澤街上的嘉諾撒書院

海澤街（英語：Hoi Chak Street），為香港鰂魚涌一條道路，由海裕街開始，一直伸延至海堤街和海光街交界。

## 現況
現時海澤街設有大量回收廢料的商店和五金舖，但該等商店經常將雜物和垃圾隨意放在馬路和行人路，嚴重阻塞街道。有店舖更直指會把阻街的罰款當成支付舖租。
城巴N72線於1997年伸延於此之後，遂成為惟一一條於此街道作總站的巴士路線。

### 城巴N72線
- 華貴 ↔ 鰂魚涌（海澤街）